# Vladimir Malakhov (hockey sur glace)
Pour les articles homonymes, voir Vladimir Malakhov.
Temple de la renommée russe : 2014
Vladimir Igorevitch Malakhov - en russe : Владимир Игоревич Малахов -, né le 30 août 1968 à Sverdlovsk en URSS est un joueur professionnel russe de hockey sur glace.

## Carrière
Malakhov a été choisi en 191e position par les Islanders de New York lors du repêchage d'entrée dans la LNH 1989.
Après avoir joué pendant six saisons en Superliga russe avec successivement le HK Spartak Moscou puis le CSKA Moscou, il rejoint les Islanders de New York de la Ligue nationale de hockey en 1992. Cette saison le voit sélectionné dans l'équipe des débutants de la LNH. Au cours de la 1994-1995, il est échangé aux Canadiens de Montréal en retour de Craig Darby, Kirk Muller et Mathieu Schneider.
En 1999, il se blesse à un genou en match de préparation contre les Oilers d'Edmonton. Il est opéré en septembre mais il se blesse de nouveau à l'entraînement et manque tout le début de saison. Il fait son retour sur la glace le 12 février 2000. Il joue sept matchs avec les Canadiens mais est suspendu sans salaire par son équipe. En effet, malgré sa récente blessure au genou et en dépit d'un règlement qui l'interdit aux joueurs, il est vu en train de faire du ski alpin. À la suite de cette affaire, il est échangé le 1er mars au Devils du New Jersey contre Sheldon Souray, Josh Dewolf et un choix de repêchage. Il remporte cette année-là la Coupe Stanley avec sa nouvelle équipe.
Il signe l'été suivant comme agent libre avec les Rangers de New York. Le 8 mars 2004, il est échangé aux Flyers de Philadelphie contre Rick Kozak et un choix de repêchage. Il signe à nouveau avec les Devils le 5 août 2005.

### Retraite controversée
Le 19 décembre 2005, des rumeurs disent que Malakhov, qui vient de rejoindre les Devils, prend sa retraite sportive. Cependant, peu de temps après, son agent réfute l'affirmation et affirme que le joueur s'absente en raison de problèmes personnels et médicaux. Ces dires sont contestés par Lou Lamoriello, alors président, directeur général et entraîneur par intérim des Devils. Lamoriello a refusé le congé sans solde demandé par l'agent du joueur et considère son absence comme une retraite. En attendant l'officialisation, il est suspendu par les Devils qui allègent ainsi leur masse salariale.
Le 1er octobre 2006, les Devils l'échangent aux Sharks de San José avec un choix de 1re ronde de repêchage contre Aleksandr Koroliouk et Jim Fahey. Il ne joue cependant jamais pour les Sharks.

## Statistiques

### En club
| Saison     | Équipe                        | Ligue      |     | Saison régulière | Saison régulière | Saison régulière | Saison régulière | Saison régulière |    | Séries éliminatoires | Séries éliminatoires | Séries éliminatoires | Séries éliminatoires | Séries éliminatoires |
| Saison     | Équipe                        | Ligue      | PJ  | B                | A                | Pts              | Pun              | PJ               | B  | A                    | Pts                  | Pun                  |                      |                      |
| 1986-1987  | HK Spartak Moscou             | URSS       | 22  | 0                | 1                | 1                | 12               |                  |    |                      |                      |                      |                      |                      |
| 1987-1988  | Spartak Moscou                | URSS       | 28  | 2                | 2                | 4                | 26               |                  |    |                      |                      |                      |                      |                      |
| 1988-1989  | CSKA Moscou                   | URSS       | 34  | 6                | 2                | 8                | 16               |                  |    |                      |                      |                      |                      |                      |
| 1989-1990  | CSKA Moscou                   | URSS       | 48  | 2                | 10               | 12               | 32               |                  |    |                      |                      |                      |                      |                      |
| 1990-1991  | CSKA Moscou                   | URSS       | 46  | 5                | 13               | 18               | 22               |                  |    |                      |                      |                      |                      |                      |
| 1991-1992  | CSKA Moscou                   | Russie     | 32  | 0                | 8                | 8                | 12               |                  |    |                      |                      |                      |                      |                      |
| 1992-1993  | Islanders de Capital District | LAH        | 3   | 2                | 1                | 3                | 11               | --               | -- | --                   | --                   | --                   |                      |                      |
| 1992-1993  | Islanders de New York         | LNH        | 64  | 14               | 38               | 52               | 59               | 17               | 3  | 6                    | 9                    | 12                   |                      |                      |
| 1993-1994  | Islanders de New York         | LNH        | 76  | 10               | 47               | 57               | 80               | 4                | 0  | 0                    | 0                    | 6                    |                      |                      |
| 1994-1995  | Islanders de New York         | LNH        | 26  | 3                | 13               | 16               | 32               | --               | -- | --                   | --                   | --                   |                      |                      |
| 1994-1995  | Canadiens de Montréal         | LNH        | 14  | 1                | 4                | 5                | 14               | --               | -- | --                   | --                   | --                   |                      |                      |
| 1995-1996  | Canadiens de Montréal         | LNH        | 61  | 5                | 23               | 28               | 79               | --               | -- | --                   | --                   | --                   |                      |                      |
| 1996-1997  | Canadiens de Montréal         | LNH        | 65  | 10               | 20               | 30               | 43               | 5                | 0  | 0                    | 0                    | 6                    |                      |                      |
| 1997-1998  | Canadiens de Montréal         | LNH        | 74  | 13               | 31               | 44               | 70               | 9                | 3  | 4                    | 7                    | 10                   |                      |                      |
| 1998-1999  | Canadiens de Montréal         | LNH        | 62  | 13               | 21               | 34               | 77               | --               | -- | --                   | --                   | --                   |                      |                      |
| 1999-2000  | Canadiens de Montréal         | LNH        | 7   | 0                | 0                | 0                | 4                | --               | -- | --                   | --                   | --                   |                      |                      |
| 1999-2000  | Devils du New Jersey          | LNH        | 17  | 1                | 4                | 5                | 19               | 23               | 1  | 4                    | 5                    | 18                   |                      |                      |
| 2000-2001  | Rangers de New York           | LNH        | 3   | 0                | 2                | 2                | 4                | --               | -- | --                   | --                   | --                   |                      |                      |
| 2001-2002  | Rangers de New York           | LNH        | 81  | 6                | 22               | 28               | 83               | --               | -- | --                   | --                   | --                   |                      |                      |
| 2002-2003  | Rangers de New York           | LNH        | 71  | 3                | 14               | 17               | 52               | --               | -- | --                   | --                   | --                   |                      |                      |
| 2003-2004  | Rangers de New York           | LNH        | 56  | 3                | 15               | 18               | 53               | --               | -- | --                   | --                   | --                   |                      |                      |
| 2003-2004  | Flyers de Philadelphie        | LNH        | 6   | 0                | 1                | 1                | 2                | 17               | 1  | 5                    | 6                    | 12                   |                      |                      |
| 2005-2006  | Devils du New Jersey          | LNH        | 29  | 4                | 5                | 9                | 26               | --               | -- | --                   | --                   | --                   |                      |                      |
| Totaux LNH | Totaux LNH                    | Totaux LNH | 712 | 86               | 260              | 346              | 697              | 75               | 8  | 19                   | 27                   | 64                   |                      |                      |

## Carrière internationale
Il représente l'URSS lors des compétitions internationales à partir de 1987.
- Championnat du monde junior
  - 1987 - élimination de l'URSS et du Canada à la suite d'une bagarre générale
- Championnat du monde
  -  Médaille d'or - 1990
  -  Médaille de bronze - 1991
- Coupe Canada
  - 1991 - élimination dès le premier tour

À la chute de l'URSS, Vladimir Malakhov représente la Russie pour les différentes compétitions internationales.
- Championnat du monde
  - 1992 - 5e place
- Jeux olympiques d'hiver
  -  Médaille d'or - 1992
  -  Médaille de bronze - 2002
- Coupe du monde de hockey
  - 1996 - défaite en demi-finale 5-2 contre les États-Unis